# Closterocerus pictipes
Closterocerus pictipes är en stekelart som först beskrevs av Crawford 1912.  Closterocerus pictipes ingår i släktet Closterocerus, och familjen finglanssteklar. Arten är reproducerande i Sverige.